# 范淑妃
范淑妃（?—?），中国南北朝南朝梁简文帝萧纲的妃嫔，封为淑妃。
范淑妃在南朝梁大同元年（536年）生萧纲之女溧陽公主，太清三年（549年），梁武帝去世，萧纲即位为梁简文帝，封范氏为淑妃。当时侯景之乱，溧陽公主被梁简文帝嫁给了侯景。大宝元年（550年）四月辛卯，侯景召梁简文帝到西州，梁简文帝坐着素辇，侍卫四百余人。侯景西向坐。溧阳公主与其母范淑妃东向坐。梁简文帝命侯景起舞，侯景即下席应弦而歌。梁简文帝看着淑妃让她起舞，淑妃固辞乃止。